# Edwin Regan
Edwin Regan (* 31. Dezember 1935 in Port Talbot, Wales) ist emeritierter Bischof von Wrexham.

## Leben
Edwin Regan empfing am 1. Januar 1961 die Priesterweihe für das Erzbistum Cardiff.
Papst Johannes Paul II. ernannte ihn am 7. November 1994 zum Bischof von Wrexham. Die Bischofsweihe spendete ihm der Erzbischof von Cardiff, John Aloysius Ward OFMCap, am 13. Dezember desselben Jahres; Mitkonsekratoren waren die Daniel Joseph Mullins, Bischof von Menevia, und Vincent Gerard Nichols, Weihbischof in Westminster.
Am 27. Juni 2012 nahm Papst Benedikt XVI. das von Edwin Regan aus Altersgründen vorgebrachte Rücktrittsgesuch an.